# Trần Văn Hương
Trần Văn Hương (陳文香, 1902-1982) fue un político, penúltimo presidente de la República de Vietnam (RVN; también Vietnam del Sur), además de vicepresidente, y dos veces también primer ministro. Huong sirvió también con dos mandatos en el puesto de alcalde de la capital, Saigón durante el gobierno del primer presidente, Ngo Dinh Diem.

## Primer ministro - 1964-65
Huong fue nombrado  primer ministro por el jefe militar de Vietnam del Sur de entonces, el general Nguyen Khanh. En realidad, ni Huong ni siquiera el presidente oficial Phan Khac Suu tuvieron poderes reales en el estado, y Khanh era el verdadero caudillo  del país. En enero de 1965 Khanh, debido a las numerosas revueltas internas durante su gobierno, reemplazó a Huong en favor de otro oficial, Nguyen Xuan Oanh.

## Primer ministro - 1968-69
La segunda vez que Huong fue designado para un puesto en el gobierno, fue por el mandato de un otro líder militar, el general Nguyen Van Thieu en mayo de 1968. En 1969, Thieu reemplazó a Tran Van Huong por el general Tran Thien Khiem, un amigo militar del presidente. Su mandato en el gobierno fue muy parecido a la vez anterior, y es posible que Thieu viese en Huong un títere débil, en relación con su primer ministro, un astuto y rival político Nguyen Cao Ky. En aquellos años los aliados americanos de Vietnam del Sur empezaron la política de Vietnamización, con la retirada de tropas y personal americano de la república, para redistribuir el esfuerzo bélico de vuelta a manos de los survietnamitas.

## En la sombra de Thieu
En 1971, Huong se unió al gobierno de Thieu como vicepresidente, un mero puesto simbólico, porque hasta entonces, Thieu era el verdadero gobernador indiscutible de Vietnam del Sur. En abril de 1975, mientras  los ejércitos norvietnamitas conquistaban el Sur y rodeaban la capital, Saigón, Thieu ordenó a sus tropas reforzarse para la última batalla por la fortaleza militar de Xuan Loc. Cuando Xuan Loc se rindió el 20 de abril, Thieu vio que la causa survietnamita había sido derrotada, y dimitió de sus cargos en la oficina del presidente al día siguiente .
Huong estuvo como presidente de Vietnam del Sur durante los momentos más desesperados de la historia del país, cuando cientos de miles de refugiados civiles huían del resto de Vietnam del Sur, a Saigón, la capital, para escapar del ejército comunista. Especialmente, tras la derrota en Xuan Loc del Ejército de la República de Vietnam (ERVN), que se desintegraba a marchas forzadas, y también por la situación de Saigón, que estaba en un absoluto estado de caos. Después de solo una semana en la presidencia, Huong renunció a su puesto y fue reemplazado por un expresidente, el general Duong Van Minh, que fue de hecho, el último presidente de Vietnam del Sur, y que se rindió a las fuerzas comunistas de Vietnam del Norte, sólo dos días después de tomar poder tras la dimisión de Huong.

## Vida luego
Como muchos oficiales anticomunistas que quedaron en Vietnam después del final de la Guerra de Vietnam, Huong fue detenido y juzgado, siendo condenado; paso 2 años en un campo de reeducación junto a otras autoridades del antiguo Vietnam del Sur República de Vietnam del Sur y el reunido Vietnam. En 1977, y debido de su edad muy avanzada, el régimen comunista le ofreció el indulto, pero Huong declaró que solo saldría con la condición de que todos sus colegas del lado derrotado fueran liberados con él. El gobierno no hizo caso de sus demandas y él se retiró calladamente a su hogar en Saigón hasta su muerte en 1982.

## Apuntos
1. ↑  Batalla de Xuan Loc Archivado el 18 de febrero de 2020 en Wayback Machine.

| Predecesor: Nguyen Van Thieu           | Presidente de la República de Vietnam 1975                         | Sucesor: Duong Van Minh                    |
| Predecesor: Nguyen Van Loc Nguyen Khan | Primer ministro de la República de Vietnam 1968 – 1969 1964 – 1965 | Sucesor: Tran Thien Khiem Nguyen Xuan Oanh |

- Datos: Q1936777
- Multimedia: Trần Văn Hương / Q1936777